# Intégrale de Stratonovich
En calcul stochastique, l'intégrale de Stratonovich (aussi intégrale de Fisk-Stratonovich) est un type d'intégrale stochastique. Contrairement à l'intégrale d'Itô, où seul le point final gauche de l'intervalle de décomposition est nécessaire pour la construction
{\displaystyle \sum Y_{t_{i-1}}(X_{t_{i}}-X_{t_{i-1}}),}
dans l'intégrale de Stratonovich, on utilise la moyenne arithmétique des extrémités gauche et droite
{\displaystyle \sum {\tfrac {1}{2}}(Y_{t_{i}}+Y_{t_{i-1}})(X_{t_{i}}-X_{t_{i-1}}).}
L'avantage de l'intégrale de Stratonovich sur l'intégrale d'Itô est que la formule d'Itô n'a que des différentiels du premier ordre.
L'intégrale de Fisk-Stratonovich porte le nom de Ruslan Stratonovich et Donald Fisk.

## Intégrale de Stratonovich pour les semi-martingales
Soit {\displaystyle X} et {\displaystyle Y} des semi-martingales et {\displaystyle t\geq 0}. L'intégrale de Stratonovich de Y par rapport à X est définie comme
{\displaystyle {\begin{aligned}\int _{0}^{t}Y_{s-}\circ dX_{s}:&=\int _{0}^{t}Y_{s-}dX_{s}+{\tfrac {1}{2}}[Y,X]_{t}-{\tfrac {1}{2}}\sum \limits _{s\leq t}\Delta Y_{s}\Delta X_{s}\\&=\int _{0}^{t}Y_{s-}dX_{s}+{\tfrac {1}{2}}[Y,X]_{t}^{c}.\end{aligned}}}
La première expression à droite est juste l'intégrale d'Itô.

### Pour les semi-martingales continues
Si {\displaystyle X} et {\displaystyle Y}  sont des semi-martingales continues, alors
{\displaystyle \int _{0}^{t}Y_{s}\circ dX_{s}:=\int _{0}^{t}Y_{s}dX_{s}+{\tfrac {1}{2}}[Y,X]_{t}=(Y\cdot X)_{t}+{\tfrac {1}{2}}[Y,X]_{t},}
ou sous forme différentielle
{\displaystyle Y_{t}\circ dX_{t}:=Y_{t}dX_{t}+{\tfrac {1}{2}}d[Y,X]_{t}.}

### Remarques
- La définition de l'intégrale de Stratonovich peut être généralisée, de sorte que Y n'est plus une semi-martingale, mais simplement adaptée et càdlàg.

### Dérivation
L'intégrale de Stratonovich est obtenue en prenant la moyenne arithmétique des extrémités gauche et droite de l'intervalle de décomposition. Soit {\displaystyle \Delta } une subdivision de {\displaystyle [0,t]} et soit {\displaystyle X,Y} des semi-martingales continues. S'applique alors
{\displaystyle {\begin{aligned}\int _{0}^{t}Y_{s}\circ dX_{s}=\lim \limits _{|\Delta |\to 0}\sum \limits _{i=1}^{n}{\frac {Y_{t_{i}}+Y_{t_{i-1}}}{2}}(X_{t_{i}}-X_{t_{i-1}}).\end{aligned}}}

### Relation entre l'intégrale de Itô et de Stratonovich
On a la relation suivante :
{\displaystyle \int _{0}^{t}Y_{s-}dX_{s}=\int _{0}^{t}Y_{s-}\circ dX_{s}-{\tfrac {1}{2}}[Y,X]_{t}^{c}.}
Si X et Y sont des semi-martingales continues
{\displaystyle (Y\cdot X)_{t}=\int _{0}^{t}Y_{s}\circ dX_{s}-{\tfrac {1}{2}}[Y,X]_{t}.}

## Formule d'Itô
Soit {\displaystyle X=(X^{1},\dots ,X^{n})} une {\displaystyle \mathbb {R} ^{n}}-semi-martingale et {\displaystyle f\in C^{2}(\mathbb {R} ^{n},\mathbb {R} )}, alors
{\displaystyle f(X_{t})-f(X_{0})=\sum \limits _{i=1}^{n}\int _{0+}^{t}{\frac {\partial f}{\partial x_{i}}}(X_{s-})\circ dX_{s}^{i}+\sum \limits _{0<s\leq t}\left(f(X_{s})-f(X_{s-})-\sum \limits _{i=1}^{n}{\frac {\partial f}{\partial x_{i}}}(X_{s-})\Delta X_{s}^{i}\right)}.

### Pour les semimartingales continue
Soit {\displaystyle X=(X^{1},\dots ,X^{n})} une {\displaystyle \mathbb {R} ^{n}}-semi-martingale continue et {\displaystyle f\in C^{2}(\mathbb {R} ^{n},\mathbb {R} )}, alors
{\displaystyle f(X_{t})-f(X_{0})=\sum \limits _{i=1}^{n}\int _{0}^{t}{\frac {\partial f}{\partial x_{i}}}(X_{s})\circ dX_{s}^{i}.}

## Généralisations
Une généralisation pour les semi-martingales avec sauts est l'intégrale de Marcus, qui est obtenue en réécrivant le terme de saut.